# کارخانه اسید
کارخانه اسید (به هندی: Acid Factory) فیلمی محصول سال ۲۰۰۹ و به کارگردانی سوپام ورما است. در این فیلم بازیگرانی همچون فردین خان، عرفان خان، مانوج باجپایی، دینو مورئا، آفتاب شیودسانی، دیا میرزا، دنی دنزونگپا، نها، گلشن گروور ایفای نقش کرده‌اند.